# Bolesław Lewandowski (Komponist)

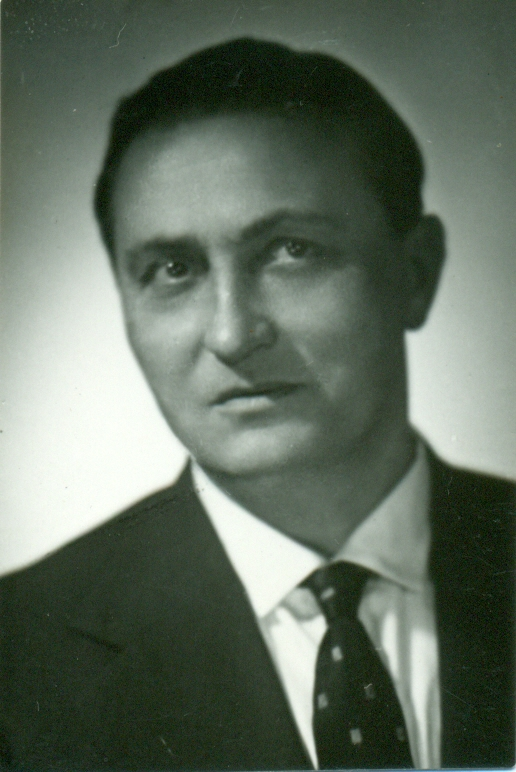
Bolesław Lewandowski

Bolesław Lewandowski (* 19. August 1912 in Charkow; † 10. Mai 1981 in Warschau) war ein polnischer Dirigent und Komponist.
Lewandowski erhielt am Warschauer Konservatorium ein Diplom in den Fächern Komposition (1935) und Dirigieren (1937). Bis zum Ausbruch des Zweiten Weltkrieges war er Dirigent an der Warschauer Oper. Nach 1945 war er Dirigent am Teatr Marynarki Wojennej in Gdynia (1945–48), an der Oper Posen (1951–53), der Schlesischen Oper Bytom (1951–54), der Oper Warschau (1954–57), der Oper Breslau (1957–59) und am Opern- und Operettenhaus Bydgoszcz. An der Opera Objazdowa wirkte er zwischen 1960 und 1970 als Dirigent und zeitweise als künstlerischer und musikalischer Leiter. Ab 1970 war er Dirigent des Opernstudios am Teatr Wielki in Warschau.